# Gorno Jabolčište
Gorno Jabolčište (makedonska: Горно Јаболчиште) är en ort i Nordmakedonien. Den ligger i den centrala delen av landet, 30 kilometer söder om huvudstaden Skopje. Gorno Jabolčište ligger 994 meter över havet och antalet invånare är 977.